# 371
Évszázadok: 3. század – 4. század – 5. század
Évtizedek: 320-as évek – 330-as évek – 340-es évek – 350-es évek – 360-as évek – 370-es évek – 380-as évek – 390-es évek – 400-as évek – 410-es évek – 420-as évek
Évek: 363 – 367 – 368 – 369 –  370 – 371 – 372 – 373 – 374 – 375 – 376

## Események

### Római Birodalom
- A 11 éves Gratianust és Sextus Claudius Petronius Probust választják consulnak.
- A rómaiak Traianus és Vadomarius parancsnoksága alatt benyomulnak Örményországba és Bagrevand tartományban legyőzik a megszálló perzsákat. A nyár végére az ország nagy részéből kiűzik őket, többek között a perzsák által korábban elcsatolt, déli Arzanene és Corduene tartományokból is. Az év végén a rómaiak és a perzsák hét évre fegyverszünetet kötnek.
- A remete Szt. Mártont Turonensis (Tours) püspökévé választják.[1]

### Kína
- Huan Ven, a Csin-dinasztia hadvezére, miután csúfos vereséget szenvedett a Korai Jen ellen indított hadjáratában, a tekintélye megőrzése érdekében lemondatja Fej császárt. Azt terjeszti, hogy a császár impotens és fiait kegyencei nemzették, majd kényszeríti a rangidős anyacsászárnőt, hogy írjon alá egy rendeletet Fej elmozdításáról. Huan az idős Sze-ma Jü herceget teszi császárrá (annak tiltakozása ellenére), aki a Csien-ven uralkodói nevet veszi fel.

### Korea
- Kogugvon kogurjói király betör Pekcse területére, de seregét meglepik és legyőzik. Télen a pekcseiek Kunguszu trónörökös vezetésével ellentámadást indítanak és eljutnak Kogurjó fővárosáig, Phjongjangig. Kogugvon szembeszáll velük, de a csatában eltalálja egy nyíl és elesik. A pekcseiek kifosztják a várost, a kogurjói trónt pedig Szoszurim örökli.

## Születések
- II. Valentinianus római császár († 392)

## Halálozások
- Kogugvon kogurjói király
- Veronai Zénó, Verona püspöke
- Vercelli Szent Eusebius, Vercelli püspöke
- Gázai Szent Hilárión, remete

## Fordítás
- Ez a szócikk részben vagy egészben  a(z)   371 című francia Wikipédia-szócikk ezen változatának fordításán alapul.  Az eredeti cikk szerkesztőit annak laptörténete sorolja fel. Ez a jelzés csupán a megfogalmazás eredetét és a szerzői jogokat jelzi, nem szolgál a cikkben szereplő információk forrásmegjelöléseként.